# Bisauli
Bisauli es una ciudad y municipio situada en el distrito de Badaun en el estado de Uttar Pradesh (India). Su población es de 32780 habitantes (2011). 

## Demografía
Según el  censo de 2011 la población de Bisauli era de 32780 habitantes, de los cuales 16990 eran hombres y 15790 eran mujeres. Bisauli tiene una tasa media de alfabetización del 63,13%, inferior a la media nacional del 67,68%: la alfabetización masculina es del 69,17%, y la alfabetización femenina del 56,65%.